# Electrificación de la economía
La electrificación de la economía es el proceso de sustitución de aquellas tecnologías que utilizan combustibles fósiles, por otras que utilizan la electricidad como fuente de energía en todos los sectores y actividades económicas, así como en el ámbito personal.  La electrificación es una de las principales estrategias para conseguir una reducción efectiva de las emisiones de CO2.
Las emisiones de gases de efecto invernadero provenientes del consumo de energía presentan casi un 80 % del total. Según datos de 2018, las emisiones de CO2 emitidas en el proceso de generación de energía y debidas al uso del petróleo ascendían a 1.500 g CO2/kWh, al uso del carbón a 840 g CO2/kWh y al uso del gas 370 g CO2/kWh; siendo estas mayores que las emisiones de CO2 del sector eléctrico en la UE que ascendían a 296 g CO2/kWh.
El creciente uso en la actualidad de energías renovables para la producción de electricidad, sitúa a la electrificación como una de las vías más eficientes para la reducción de la emisión de gases de efecto invernadero (GEI) y para alcanzar el objetivo de una economía neutra en carbono. 
Como parte de su estrategia para lograr una economía climáticamente neutra, la Unión Europea se ha marcado el objetivo de llegar a 2050 con una reducción del 90 % las emisiones de gases de efecto invernadero respecto a las mediciones de 1990.  Según datos de la Agencia Internacional de la Energía, para cumplir este objetivo se requiere de una electrificación de la economía del 50 %, con un peso de energías renovables en la producción eléctrica de un 90 %. En 2022, la tasa de electrificación se sitúa cerca del 20 % y la de producción eléctrica vía renovables en un 30 %.  Se prevé que, también en 2050, la electricidad cubra el 75 % de la demanda energética total.
Para alcanzar los objetivos marcados por la UE para 2030, es necesario que la industria eléctrica aumente en un 62 % su capacidad de generación respecto a niveles de 2021, con un mix dominado principalmente mediante energía solar y eólica.
Los principales beneficios de la electrificación de la economía son, además de la reducción de emisiones de gases de efecto invernadero, su contribución a mitigar el cambio climático, una mejora en la calidad del aire que respiramos y una disminución en el coste medio de la energía al no tener su origen en fuentes finitas como el petróleo.
Cuando hablamos de electrificación de la economía, los principales sectores a tener en cuenta por su impacto en emisiones son: el transporte, la industria, la construcción y la vivienda. 

## Electrificación del transporte
Según datos del MITECO, el sector con mayor nivel de emisiones en 2020 en España fue el transporte con un 27 % del total, generándose un tercio de ellas en aglomeraciones urbanas. 
La electrificación del transporte engloba todas las modalidades, tanto de pasajeros como de mercancías tanto por tierra, mar o aire. 

### Transporte terrestre
El transporte por carretera es el medio que mayor porcentaje de emisiones genera, un 20,5 % del total, por lo que la electrificación de este tipo de transporte se presenta como un objetivo clave para la reducción de dichas emisiones.
Un vehículo de combustión eficiente emite 130 g de CO2 por kilómetro a la atmósfera. En el caso de un vehículo eléctrico puro, las emisiones son de 23 g/km con el mix eléctrico actual que alcanza una media de un 45 % de energía procedente de fuentes renovables. En la medida en que en ese mix eléctrico se aumente el peso de renovables, las emisiones derivadas de la generación para el funcionamiento del vehículo eléctrico se irán reduciendo aún más.
En la actualidad están empezando a proliferar el uso de drones alimentados por baterías eléctricas para el transporte de mercancías e incluso de pasajeros en núcleos urbanos, reduciendo así el transporte terrestre. 
En el caso de la electrificación del ferrocarril, contempla tanto la electrificación de la red de transporte de pasajeros como el de la red de transporte de mercancías. En España, el transporte de pasajeros de larga y media distancia cuenta con un elevado grado de electrificación. Según datos de 2020 del informe anual 2020 del sector ferroviario publicado por la CNMC, el grado de electrificación de la red ferroviaria en España es de un 64 %.  España, con 2.943 km de red de alta velocidad, ocupa el tercer lugar en el mundo en tren de alta velocidad tras China y Japón.

### Transporte marítimo
El transporte marítimo es, según la Unión Europea, responsable de aproximadamente el 3 % de las emisiones de gases de efecto invernadero.
La Organización Marítima Internacional plantea para el transporte marítimo unos objetivos de disminución de las emisiones de CO2 en al menos un 40 % para 2030 y un 70 % para 2050 en relación con datos de 2008, siendo la electrificación del transporte marítimo una estrategia clave.
La electrificación del transporte marítimo no solo afecta a los buques, sino también a las instalaciones portuarias, con el objetivo de reducir al mínimo las emisiones a través de sistemas como los OPS (Onshore Power Supply), que permiten conectar los buques a la red eléctrica terrestre con el fin de que sus motores puedan mantenerse apagados durante su estancia en puerto; o estaciones de carga específicas para barcos propulsado por motores eléctricos.

### Transporte aéreo
El transporte aéreo es una de las principales áreas de actuación en cuanto a electrificación se refiere, debido a su elevado grado de emisiones de CO2 y partículas contaminantes.  Según el informe ambiental de la aviación europea, las emisiones de CO2 de los aviones que despegaron desde Europa aumentaron un 34 % entre 2005 y 2019, hasta llegar a las 147 toneladas, y esa tendencia al alza podría seguir aumentando hasta un 28 % en 2050 si no se toman las medidas adecuadas.
La aeronave eléctrica para el transporte de pasajeros avanza de manera cautelosa. Ya se han desarrollado prototipos alimentados por motores eléctricos que tienen previsto realizar sus vuelos inaugurales en los próximos años.
La electrificación de la aviación, hoy en día, presenta todo un reto debido al elevado peso y volumen de las baterías necesarias para alimentar los motores.

## Electrificación de la industria
La sustitución de combustibles fósiles por electricidad para alimentar procesos industriales o para generar calor es una de las vías para reducir las emisiones de Gases de Efecto Invernadero en la industria.  Este sector es responsable de alrededor del 15 % de las emisiones de CO2 en Europa que se generan, en su mayoría, para suministrar calor a través de la combustión.  
Según un estudio realizado en la Universidad de Potsdam, en Europa, la electrificación de la industria podría llegar a reducir las emisiones de CO2 en un 78 % y llegar a reducir casi por completo las emisiones relacionadas con la energía. Europa se ha propuesto el reto de alcanzar el 37 % de electrificación en 2030 y un 46 % en 2050.
La electrificación del sector se puede abarcar desde 4 ámbitos principales de electrificación: reemplazo de combustibles fósiles para generar calor, reemplazo de instalaciones alimentadas por combustibles, reemplazo del suministro de energía para un proceso sin cambiar dicho proceso y reemplazo del proceso por otro que opere a través de electricidad.
En la generación de calor para procesos industriales empezamos a encontrar cada vez más un mayor uso de tecnologías que funcionan con electricidad, como las bombas de calor industriales, los hornos de inducción o las tecnologías basadas en el uso de resistencias eléctricas. 
Es fundamental en este proceso de electrificación, la digitalización de operaciones para garantizar que la energía se utilice de la manera más eficiente posible.

## Electrificación de la construcción y la vivienda
El sector de la construcción representa el 37 % del CO2 emitido a la atmósfera, generando un 30 % de los residuos sólidos del planeta. Residuos que posteriormente deben ser tratados a través de un proceso emisor de toneladas de CO2 adicionales. Aproximadamente la mitad del CO2 emitido a la atmósfera está relacionado con la construcción, uso y demolición de edificios.
Solo el sector cementero es responsable de alrededor del 5 % de las emisiones totales del CO2. Según mediciones realizadas en 2019, cada tonelada de cemento, emite 1 tonelada de CO2 a la atmósfera y anualmente la industria del hormigón utiliza 1,6 billones de toneladas de cemento.
En la COP27, celebrada en Egipto, se publicaron datos que reflejaban que el 40 % de la demanda energética en Europa está destinada al sector de la construcción y la vivienda y un 80 % de esta energía procede de combustibles fósiles.
En este proceso de electrificación de la demanda del sector de la construcción juega un papel importante la electrificación de la maquinaria de construcción, de los procesos industriales destinados a la generación de materiales y la propia electrificación del hogar. 
Según datos de la Agencia Internacional de la Energía, la demanda de la electricidad para refrigeración en edificios va a crecer anualmente un 1 % hasta alcanzar los 2.500 TWh en 2050. Incorporando tecnologías como bombas de calor eficientes y sistemas de cocina y calentadores eléctricos y mejoramos la eficiencia energética de los edificios, puede llegar a reducirse en un 10 % las emisiones para 2050.